# Peter Englund
Peter Englund (* 4. dubna 1957 Boden, Švédsko) je švédský historik a spisovatel. Od roku 2002 je členem Švédské akademie.

## Život
Peter Englund vystudoval archeologii, historii a filozofii na Univerzitě v Uppsale. Doktorský titul (Ph.D.) získal za disertaci Ohrožený dům (Det hotade huset...) v roce 1989. Už o rok dříve publikoval bestseller Poltava (Poltava. Berättelsen om en armés undergång), popisující bitvu u Poltavy v roce 1709 mezi švédským králem Karlem XII. a ruským carem Petrem Velikým. Poltava jej proslavila a byla přeložena do mnoha světových jazyků. Další kniha Nepokojná léta. Historie třicetileté války (Ofredsår...) byla oceněna prestižní Augustovou cenou a bývá považována za jeden z nejlepších moderních popisů třicetileté války. Na Nepokojná léta volně navázala kniha Nepřemožitelný (Den oövervinnerlige...), ve které se zabýval historií první severní války. Do češtiny byla ještě přeložena kniha Stříbrná maska (Silvermasken...) věnovaná životu švédské královny Kristiny. Jeho knihy bývají ve Švédsku prodávány ve statisícových nákladech a byly přeloženy do mnoha světových jazyků. Od roku 2001 působí Peter Englund jako profesor historie na University College of Film, Radio, Television and Theatre ve Stockholmu. Roku 2002 získal Literární cenu Selmy Lagerlöfové.

## Dílo

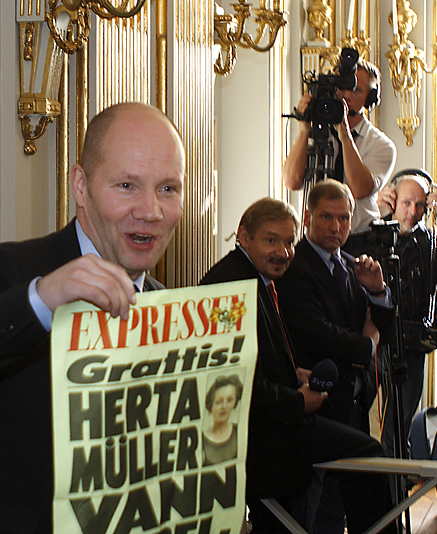
Peter Englund, 2009

Ve svých dílech úspěšně kombinuje popis dějin s životopisy méně známých jednotlivců. Velmi často používá odbočky, ve kterých zevrubně popisuje určité téma. Nezůstává u zásadních historických faktů, ale popisuje i způsob myšlení či všední život. Tento způsob ojediněle vede až k používání nedůvěryhodných zdrojů.

## Publikace
- Poltava. Berättelsen om en armés undergång. Stockholm : Atlantis, 1988. 276 s. ISBN 91-7486-834-9.
- Det hotade huset. Adliga föreställningar om samhället under stormaktstiden. Stockholm : Atlantis, 1989. 344 s. ISBN 91-7486-853-5.
- Förflutenhetens landskap Historiska essäer. Stockholm : Atlantis, 1991. 278 s. ISBN 91-7486-974-4.
- Ofredsår. Om den Svenska Stormaktstiden och en man i dess mitt. Stockholm : Atlantis, 1993. 631 s. ISBN 91-7486-067-4. (česky Nepokojná léta : historie třicetileté války. Praha : Nakladatelství Lidové noviny, 2001. 679 s. ISBN 80-7106-355-X.)
- Brev från nollpunkten. Historiska essäer. Stockholm : Atlantis, 1996. 292 s. ISBN 91-7486-231-6.
- Den oövervinnerlige. Om den svenska stormaktstiden och en man i dess mitt. Stockholm : Atlantis, 2000. 797 s. ISBN 91-7486-999-X. (česky Nepřemožitelný : historie první severní války. Praha : Nakladatelství Lidové noviny, 2004. 772 s. ISBN 80-7106-490-4.)
- Tystnadens historia och andra essäer. Stockholm : Atlantis, 2003. 271 s. ISBN 91-7486-766-0.
- Jag skall dundra. Stockholm : Bonnier, 2005. 171 s. ISBN 91-0-010713-1. (spoluautor Kristian Petri)
- Silvermasken. En kort biografi över drottning Kristina. Stockholm : Bonnier, 2006. 182 s. ISBN 91-0-010319-5. (česky Stříbrná maska : pohled na život královny Kristiny. Praha : Nakladatelství Lidové noviny, 2008. 159 s. ISBN 978-80-7106-929-4.)
- Stridens skönhet och sorg : Första världskriget i 212 korta kapitel. Stockholm : Atlantis, 2008. 631 s. ISBN 978-91-7353-244-0. (česky Válka a naděje : osobní příběhy z I. světové války. Brno : CPress, 2014. 578 s. ISBN 978-80-264-0510-8.)
- Stridens skönhet och sorg 1914 – första världskrigets inledande år i 67 korta kapitel. Stockholm : Natur & Kultur, 2014. 292 s. ISBN 978-91-27-13976-3.
- Stridens skönhet och sorg 1915 – första världskrigets andra år i 108 korta kapitel. Stockholm : Natur & Kultur, 2015. ISBN 978-91-27-14053-0.
- Stridens skönhet och sorg 1916 – första världskrigets tredje år i 106 korta kapitel. Stockholm : Natur & Kultur, 2015. ISBN 978-91-27-14054-7.
- Jag kommer ihåg. Stockholm : Natur & Kultur, 2016. ISBN 978-91-27-14966-3.
- Söndagsvägen. Stockholm : Natur & Kultur, 2020.